# Чулков, Филипп Данилович
Филипп Данилович Чулков (в документах XVII века встречается написание «Чюлков») — воевода в Крапивне в 1627 году, в Калуге в 1636—1637 годы. До 1635 года был тульским городовым дворянином, с 1635 году принадлежал к московскому дворянству

## Происхождение
Филипп Данилович принадлежал к тому дворянскому роду Чулковых, что вели своё происхождение от Семёна Фёдоровича Ковылы-Вислого служившего великому князю Василию Дмитриевичу. Сын Семёна Фёдоровича — Семён Семёнович был боярином Василия II Васильевича Тёмного, а сын Семён Семёновича — служил Фёдору Ольговичу Рязанскому. Сын Якова — Иван Тутыха был рязанским боярином (у Ивана Фёдоровича). Внук Ивана Тутыхи — Григорий Ивашкович Чулок был прадедом Филиппа. Дедом Филиппа был основатель Тобольска Даниил Григорьевич Чулков. Имевший двух сыновей Данила Даниловича и Фёдора Данилович Чулков.

## Биография
Первые сведения о Филиппе Даниловиче относятся к 1613 году, когда за то, что он «вину свою государю принес, от Ивашка Зарутского приехал с Черни», ему был назначен старый оклад в 10 рублей, как было определено при царе Василии Шуйском. В 1619 году за «калужскую службу» предыдущего года оклад был увеличен на 1 рубль. В 1614 году проходил дозор («проверка хозяйственного состояния землевладений с целью пересчёта налогов») Новосильского уезда. Дозорная книга выявила что во время Смуты деревня Попово (иначе Чулково) оказалось заложена Фёдору Даниловичу Чулкову, а в 1614/1615 год её владел Филипп Данилович Чулков. На тот момент в Попово (иначе Чулково) было три двора крестьян и два двора бобылей. К ней относилось «100 четвертей доброй земли». Но так как Филипп не смог предоставить никаких документов, подтверждающих его право собственности, то деревню конфисковали и передали церкви.
В 1625 году (7133 году) как «Филипп Чюлков» он был назначен в Крапивну, сменив там воеводу Истому Михайловича Ивашкина. В апреле было назначено, что с мая 1625 года (1 мая 7133 года) на Крапивне должны быть князь Алексей Васильевич Приимков-Ростовский и Владимир Ляпунов. Им поручалось возглавить крапивенские головы, сотников, конных стрельцов и казаков. А пеших казаков и стрельцов, детей боярских и других жителей на случай возможной осады должен был возглавить "Филипп Данилович Чулков. Под началом «туленина» Филиппа Чулкова было 235 человек в том числе 100 «служилых и жилетских людей, крапивенких стрельцов и московских сведенцов», 28 жилых стрельцов, 70 казаков, 30 пушкарей и затинщиков, 3 «розсыльщиков» и 4 посадских людей. В 1626 году с Ермолаем Мясоедовым гарнизон покинуло 170 человек, оставив Филиппу Чулкову 65 воинов (в том числе 28 крапивенских стрельцов, 30 пушкарей и затинщиков, 3 «розсыльщиков» и 4 посадских людей). Поэтому Русский биографический словарь писал, что в 1626—1627 годы Филипп Чулков был воеводой Крапивны.
В 1628 году был послан в Дедилов «для осадного времени». Где под его началом было 237 человек (в том числе 40 дедиловских пеших стрельцов, 146 их родственников, 12 пушкарей, 21 затинщик, 6 воротниковъ, 7 посадских людей, 4 плотников и 1 кузнец) В этом же статусе в Дедилове Филипп Чулков упомянут в 1629 году
В 1635 году (7143 году) на смену кн. П. Р. Барятинскому на воеводство в Калугу послан Филипп Чулков. Под командованием Чулкова оказалось 926 людей (в том числе 9 мещан 1 стрелецкий голова, 500 стрельцов 39 кузнецов, пушкарей, воротников, плотников и 422 посадских людей) В 1636 году под его началом уже было 966 человек. В сентябре 1635 года калужский воевода Филипп Чулков писал царю, что по царскому указу польским и литовским купцам разрешалось торговать лишь в «порубежных городах». Калуга к таковым не относилась, поэтому были они высланы из Калужского уезда. Но купцы об основавшись в Воротынском уезде на Спасском перевозе, то есть в 7 верстах от Калуги торгуют вином. Чулков не имел прав изгнать купцов из Воротынского уезда, поэтому поставил на перевозе заставу, чтобы еупцы не ездили в Калугу. В октябре пришел ответ подтверждавший запрет и предписывающий «с вином высылать», а тех кто будет тайно покупать «наказывать по вине».
В 1635 году Филипп Данилович получил московское дворянство.
В феврале 1639 года (5 февраля 7147 года) в Москве принимали персидское посольство во главе с Имам-Кули-беком, которое должно было через Россию попасть в Гольштейн к Фридриху III. Среди 250 встречающих в перечне дворян назван Филипп Данилович Чулков
В апреле 1647 года царь Алексея Михайловича в село Покровское Пётр Иванович Пронский остался ведать Москву. Вместе с ним на царском дворе дневал и ночевал Филипп Данилович. Русский биографический словарь писал, что Чулков умер в конце 1640-годов.

## Семья
Филипп был женат два раза. Имя первой жены неизвестно, а вторую звали София. От первой жены родилось два сына:
- Мирон Филиппович Чулков (умер к 1657 году), дворянин московский.
- Матвей Филиппович Чулков, дворянин московский. Из его сыновей Климентий Матвеевич стал стольником и воеводой Коломны[21].

## Комментарии
1. ↑  В Энциклопедическом словаре Брокгауза и Ефрона в статье о Чулковых Семён Фёдорович написано Ковылы-Кислого
2. ↑   "Алфавитный указатель фамилий и имен лиц, упоминаемых в боярских книгах,..." указывает, что в 7135 (т.е. 1627) и 7137 (т.е. 1629) годы Филипп Данилович относился к категории тульских городовых дворян, а в 7144 (т.е. 1636) и 7148 (т.е. 1640) годы он уже указан как московский дворянин[16]
3. ↑  Эта дата указана в приложении к дворцовым разрядам[17], у Адама Олеария: " 6 февраля персидский султан с весьма большой пышностью бил доставлен русскими в город; чтобы нас не задерживать, ему на третий день после этого дали аудиенцию."[18]
4. ↑  В Русском биографическом словаре Н. Тычино автор статьи о Чулкове указывал 1646 год, а В. Корсакова автор статьи о Пронском 1647 год